# Novomeška biskupija
Novomeška biskupija ili Biskupija Novo Mesto (lat.: Dioecesis Novae Urbis; slov.: Škofija Novo Mesto) je biskupija * Katoličke Crkve u Sloveniji u Novom Mestu i podložna je Ljubljanskoj nadbiskupiji. 

## Povijest
Biskupija je osnovana 7. travnja 2006. izdvajanjem iz Ljubljanske nadbiskupije.

## Biskupi
- Andrej Glavan (7. travnja 2006. – 30. lipnja 2021.)
- Andrej Saje (30. lipnja 2021. – danas)

## Vanjske poveznice
|  | Zajednički poslužitelj ima još gradiva o temi Novomeška biskupija |

- GCatholic.org
- Catholic Hierarchy